# Nemertesia gracilis
Nemertesia gracilis är en nässeldjursart som beskrevs av John Fraser 1948. Nemertesia gracilis ingår i släktet Nemertesia och familjen Plumulariidae. Inga underarter finns listade i Catalogue of Life.